# Gać Pawęzowa
Gać Pawęzowa est une localité polonaise de la gmina de Koźminek, située dans le powiat de Kalisz en voïvodie de Grande-Pologne.